# 에드위그
에드위그(고대 영어: Ēadƿig 에아드위그)는 잉글랜드 왕국 웨식스 왕조의 왕이다.